# Akoua
Akoua est une localité du Cameroun, située dans l'arrondissement (commune) d'Akonolinga, le département du Nyong-et-Mfoumou et la région du Centre.

## Population
En 1961, Akoua comptait 238 habitants, principalement des Yelinda. Lors du recensement de 2005, on y a dénombré 444 personnes.